# Jan Pieterse
Johannes Aloysius Maria (Jan) Pieterse (Oude-Tonge, 29 oktober 1942) is een voormalig Nederlands wielrenner.
Hij had een korte, maar succesvolle, carrière. In 1963 won hij de Ronde van Oostenrijk. Een jaar later maakte hij deel uit van de Nederlandse ploeg op de 100 kilometer ploegentijdrit tijdens de Olympische Spelen in Tokio. Samen met Gerben Karstens, Evert Dolman en Bart Zoet won Pieterse daar olympisch goud. Hij deed ook mee aan de individuele wegwedstrijd, waarin hij op de 42e plaats eindigde.
Daarna kreeg hij, zowel bij het wielrennen als privé, met de nodige pech te maken. Hij beëindigde zijn sportcarrière op jonge leeftijd en ging het verzekeringsvak in.

## Resultaten in voornaamste wedstrijden
1964
 Olympische Zomerspelen Tokio Ploegentijdrit met Evert Dolman, Gerben Karstens en Bart Zoet
| Jaar | Amstel Gold Race |
| ---- | ---------------- |
| 1966 | 23e              |
| 1967 | 12e              |

1960: Trapè, Bailetti, Cogliati, Fornoni ·
1964: Zoet, Dolman, Karstens, Pieterse ·
1968: Zoetemelk, Den Hertog, Krekels, Pijnen ·
1972: Jardi, Komnatov, Lichatsjov, Sjoekov ·
1976: Tsjoekanov, Tsjaplygin, Kaminski, Pikkuus ·
1980: Kasjirin, Logvin, Sjelpakov, Jarkin ·
1984: Bartalini, Giovannetti, Poli, Vandelli ·
1988: Ampler, Kummer, Landsmann, Schur ·
1992: Dittert, Meyer, Peschel, Rich